# Estromatoporoïdeus
Els estromatoporoïdeus (Stromatoporoidea) són una classe extinta d'esponges. Tenien esquelets densos i van dominar els esculls paleozoics al costat de Bryozoa i Tabulata al llarg de 40 milions d'anys després de la desaparició d'Archaeocyatha. Algunes classificacions els consideren una subclasse de demosponges.

## Característiques
Els estromatoporoïdeus tenien esquelets calcaris massius que es conserven com a fòssils bastant conspicus. Alguns van formar cúpules de més de 5 metres de diàmetre. Creixien secretant làmines calcàries. Aquest procés de creixement va donar lloc a capes, anomenades làmines, paral·leles al substrat i pilars perpendiculars a aquestes làmines. Les capes més properes a la superfície de l'esquelet probablement contenien teixit viu; sembla que les capes allunyades de la superfície s'han omplert de calcita. La superfície de l'esquelet, on residia la major part del teixit viu, té estructures elevades anomenades mamelons, que presumptament servien de llocs per a obertures exhalants. Associats als mamelons hi ha uns canals anomenats astrorizes. Estructures molt similars s'han observat en esponges vives del gènere Astrosclera. Aquesta és una forta evidència que els estromatoporoïdeus fòssils són porífers.

## Història evolutiva
Hi ha dos grups principals d’estromatoporoïdeus fòssils que van viure en èpoques diferents, al Paleozoic i al Mesozoic. El registre fòssil del grup més antic comença a l'Ordovicià i persisteix fins al Carbonífer inferior. Els estromatoporoïdeus paleozoics es van convertir ràpidament en els constructors d’esculls dominants i van persistir com a tals durant més de 100 milions d’anys. Estan absents al registre fòssil entre el Carbonífer inferior i el Permià superior. El segon grup d’estromatoporoïdeus, del Mesozoic, pot representar un grup diferent amb una forma de creixement similar. Els estromatoporoïdeus mesozoics tornen a contribuir de manera important a la formació d'esculls, especialment durant el Cretaci. Diverses esponges actual, si les trobéssim en estat fòssil, podrien classificar-se en aquest segon grup d’estromatoporoïdeus, que es podrien assignar a les demosponges basant-se en parts toves. La seva diversitat es un reflex de la diversitat general de les demosponges a través del temps.

## Taxonomia
Els estromatoporoïdeus inclouen set ordres:
- Ordre Actinostromatida Bogoyavlenskaya, 1969 †
- Ordre Amphiporida Rukhin, 1938 †
- Ordre Clathrodictyida Bogoyavlenskaya, 1969 †
- Ordre Labechiida Kühn, 1927 †
- Ordre Stromatoporellida Stearn, 1980 †
- Ordre Stromatoporida Stearn, 1980 †
- Ordre Syringostromatida Bogoyavlenskaya, 1969 †